# Cleora fumosa
Cleora fumosa är en fjärilsart som beskrevs av W. Warren 1907. Cleora fumosa ingår i släktet Cleora och familjen mätare. Inga underarter finns listade i Catalogue of Life.